# Matteo Cilento
Matteo Cilento (San Mauro Cilento, 26 settembre 1829 – 1916) è stato un pittore italiano.

## Biografia
Dopo aver frequentato l'Accademia delle Belle Arti di Napoli tra il 1845 e il 1850, ritornò a vivere e lavorare nel Cilento, prima a San Mauro, poi a Rutino realizzando numerose opere, in maggioranza con soggetti religiosi.

## Opere
Matteo Cilento realizzò decorazioni prevalentemente sacre in chiese e palazzi delle sue terre, fra cui:
- Processo a San Teodoro - Chiesa di San Teodoro, San Teodoro di Serramezzana;
- Il martirio di San Teodoro - Chiesa di San Teodoro, San Teodoro di Serramezzana;
- La gloria di San Teodoro - Chiesa di San Teodoro, San Teodoro di Serramezzana;
- Allegorie delle Belle Arti - Palazzo della Cortiglia, Pollica;
- Madonna del Rosario - Confraternita del Rosario, Montecorice;
- San Mauro Martire - Chiesa di San Mauro, San Mauro Cilento;
- Decorazioni del palazzo Mazziotti, Celso di Pollica;
- Decorazione del soffitto interno della chiesa di San Nicola, Pollica.